# Zyras narokensis
Zyras narokensis – gatunek chrząszcza z rodziny kusakowatych i podrodziny rydzenic.
Gatunek ten opisał po raz pierwszy w 1996 roku Roberto Pace na łamach „Revue suisse de Zoologie”. Jako lokalizację typową wskazano okolica Naroku w kenijskim hrabstwie Narok.
Chrząszcz o wydłużonym w zarysie ciele długości 6,9 mm. Głowa jest nieco zmatowiała, czarnobrązowa, wyraźnie punktowana i wyraźnie siateczkowana. Czułki mają człony pierwszy, drugi i jedenasty rudożółte, pozostałe człony zaś rudobrązowe. Człony są bocznie ściśnięte. Lekko matowe, czarnobrązowe przedplecze jest wyraźnie siateczkowane oraz wyraźnie i gęsto punktowane z wyjątkiem niepunktowanej linii wzdłuż środka i zewnętrznych okolic dwóch podłużnych dołków środkowych. Również czarnobrązowe, niemal tak długie jak przedplecze pokrywy mają powierzchnię pokrytą bardzo wyraźnym siateczkowaniem oraz wyraźnym punktowaniem. Kolor odnóży jest rudożółty. Czarnobrązowy z rudobrązowym wierzchołkiem odwłok jest powierzchownie punktowany i wyraźnie siateczkowany.
Owad afrotropikalny, znany wyłącznie z Kenii. Spotkany na rzędnych 2000 m n.p.m.